# Legmeerplein

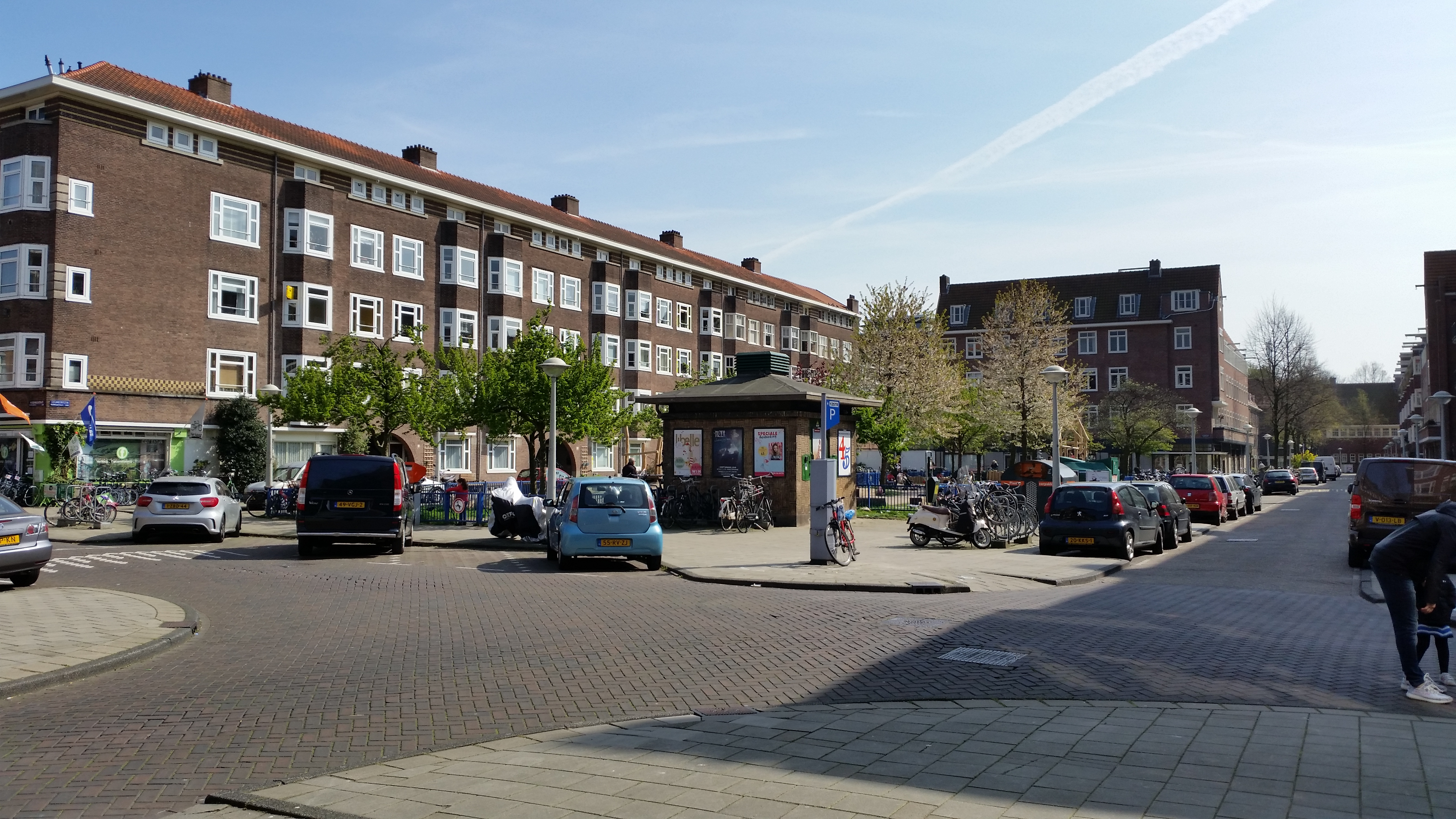
Legmeerplein met links de gevelwand van Westerman en vooraan het transformatorhuisje (april 2019)

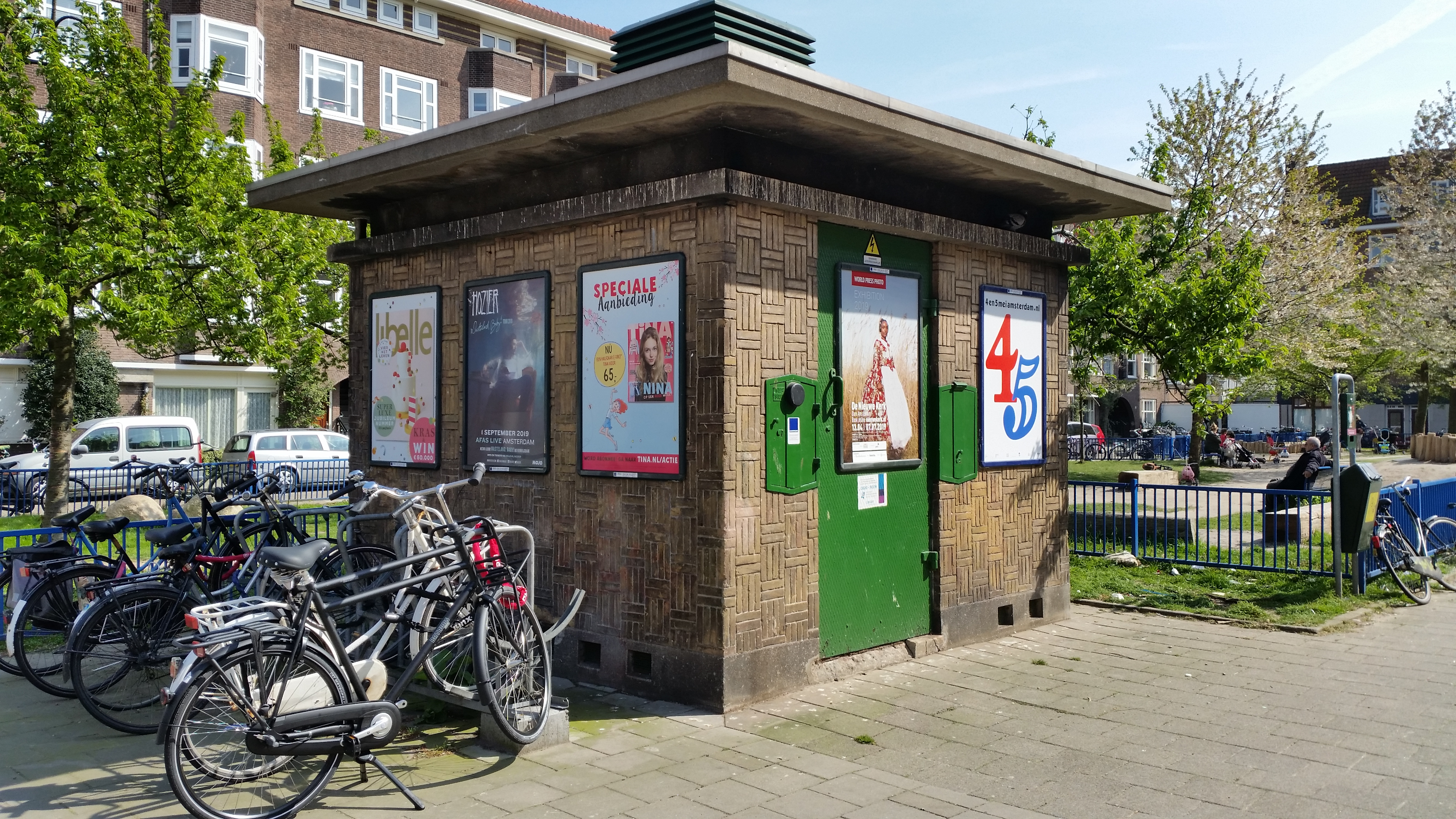
Transformatorhuisje (april 2019)

Het Legmeerplein is een plein in Amsterdam, gelegen in de Legmeerpleinbuurt in de wijk Hoofddorppleinbuurt in Amsterdam-Zuid.

## Geschiedenis en ligging
Het plein kreeg op 23 juli 1930 per raadsbesluit haar naam, een vernoeming naar de Legmeerstraat, waar ze tot dan toe deel van uitmaakte. Het rechthoekige plein ligt aan de zuidoostelijke zijde van de kruising tussen de Legmeerstraat en Weissenbruchstraat. In de omgeving liggen ook het Hoofddorpplein en het Jacob Marisplein.

## Gebouwen
De bebouwing aan het plein verrees rond 1930 en vertoont hier en daar sporen van de Amsterdamse Schoolstijl. Aan de noordzijde van het plein staan op de huisnummers 1-5 woon- en winkelpanden naar een ontwerp van Jordanus Roodenburgh; het maakt deel uit van een bouwblok dat benoemd is tot gemeentelijk monument. De woningen aan de oostzijde van het plein (huisnummer 9-29) werden samen met de aansluitende panden Weissenbruchstraat 11-25 ontworpen door Arend Jan Westerman. Aan de noordwestzijde van het plein werd in 1933/1934 een transformatorhuisje naar ontwerp van de Dienst der Publieke Werken gebouwd met gevlochten metselwerk. Aan de zuidoostzijde staat/stond achter een betonnen muur een rioolgemaal.

### De donkere kamer van Damokles
Een van de woningen van Westerman, Legmeerplein 25 (en dan met name 3 hoog), wordt genoemd in de roman De donkere kamer van Damokles van Willem Frederik Hermans. Het huis wordt in de roman verwoest tijdens de Tweede Wereldoorlog als er een brandend vliegtuig op stort. Hermans: "Eind augustus las hij in de krant dat er een vliegtuig brandend neergeschoten was boven Amsterdam. Het was neergekomen op het Legmeerplein, had een perceel volledig verwoest." Dit zou gebaseerd kunnen zijn op het werkelijk neerstorten van een vliegtuig in de omgeving; op 23 juni 1940 stortte een vliegtuig neer nabij de Johan Huizingalaan, Pieter Calandlaan, hetgeen ook gememoreerd wordt via een herdenkingsbeeld op het Sierplein.